# Fatányéros
Fatányéros är en traditionell ungersk maträtt som liknar plankstek. Den ungerska versionen består av flera olika köttsorter såsom fläsk, kalv och biff, bacon och foie gras (gåslever), och serveras med stekt potatis och sallad.
Maträtten serveras på en träplanka, en traditionell serveringsmetod från det historiska ungerska köket. Runt sekelskiftet 1900 serverades rätten bland annat på restaurang Gundel i Budapest.